# スターダストスープレックス
『スターダストスープレックス』(STARDUST SUPLEX)は、1995年1月20日にバリエから発売されたプロレスゲームである。

## 概要
架空の団体VLPW(VARIE LADYS PROFESSIONAL WRESTLING)の初代チャンピオンの座を巡り、16人の女子プロレスラーが戦いを繰り広げる。
タイトルを巡る戦い、通常の1対1のシングルマッチと2対2のタッグマッチの他に4人参加のバトルロイヤルがある。なお、対戦とバトルロイヤルでは同じキャラクターを選択可能。
タイトルの「スターダストスープレックス」は主人公ビューティー睦月の隠し必殺技。

## 操作方法
- Aボタン - 強打撃
- Bボタン - 弱打撃
- Yボタン - 走る、組んだ相手をロープスルー
- Xボタン  - 防御、ダウン中の相手の髪を掴み上げる、仲間にタッチする
- 右・左＋X - 場内に戻る
- LRボタン - パフォーマンス、倒れた相手にフォール

### 必殺技
気力メーターが一定量溜まったときに、特定の条件でA＋BかB＋Yを押せば使用可能。ほとんどの必殺技は相手と組んでいる最中に発動するが、一部例外もある。また、一部の悪役レスラーは必殺技で凶器攻撃をする。

## 登場レスラー
ビューティー睦月（ビューティーむつき）
本作の主人公的存在。モチーフはキューティー鈴木。得意技はビューティースペシャルとダイビングフットスタンプ、一定条件下で出るスターダストスープレックス。
園田奈緒美（そのだ なおみ）
長年のキャリアをもちながら未だ独身である事をイジられているアイドル系レスラーの一人。モチーフは豊田真奈美。得意技はＪ・Ｏ・スープレックス。
須藤くるみ（すどう くるみ）
過激なプロレスを夢見るアイドル系レスラー。モチーフは工藤めぐみ。得意技はくるみドライバー。
朱雀魔純（すざく ますみ）
悪役志願のアイドル系レスラー。モチーフは尾崎魔弓。得意技はテキーラサンライズ。
井福部美香子（いふくべ みかこ）
翔子とは双子姉妹の妹。高飛車なアイドル系レスラーで翔子と自分をいつも比べている。井上貴子の必殺技であるオーロラスペシャルが得意技。
井福部翔子（いふくべ しょうこ）
美香子とは双子姉妹の姉。ファン第一で皆と共に闘うことを心がける豪快なアイドル系レスラー。井上京子の必殺技であるナイアガラドライバーが得意技。
南斗飛鳥（なんと あすか）
悪役レスラーでは唯一凶器を使わない。モチーフは北斗晶。得意技のノーザンライトボムの条件が比較的簡易で一発逆転も容易い。
上田景織子（うえだ きょうこ）
悪役レスラーではないが、南斗の妹分。モチーフは三田英津子だが、外見は下田美馬。得意技はデスバレーボム。
闇破邪（くらやみ はじゃ）
レディース風の格好をした悪役レスラー。必殺技で木刀を使う。モチーフは紅夜叉。他に得意技はチョークスラム。
グレネード・神崎（グレネード・かんざき）
ミリタリー好きで恰幅のいい体格をしたレスラー。モチーフはダイナマイト・関西。得意技はスプラッシュマウンテン。
ラジャ・トンガ
肥満体の悪役レスラー。必殺技で一斗缶を使う。モチーフはアジャ・コング。他に得意技は裏拳。
ヘル・高野（ヘル・たかの）
ヒールユニット「極楽党」を結成している、髪を逆立てた悪役レスラー。必殺技でヌンチャクを使う。モチーフはブル中野。他に得意技はローリングギロチン。
乱堂潤（らんどう じゅん）
女子プロの枠を飛び出し男子プロレスにも殴りこみをかけることを狙う、中性的な風貌のレスラー。モチーフは神取忍。得意技はタイガードライバー。
織田真理子（おだ まりこ）
シュートスタイルで練習の鬼。モチーフは堀田祐美子。得意技はピラミッドドライバー。
山奈時代（やまな ときよ）
織田と同じくシュートスタイルレスラー。モチーフは山田敏代。得意技はリバースゴリーススペシャルボム。
瀧川美咲（たきがわ みさき）
覆面を被るのが嫌いな泣き虫アイドルレスラー。モチーフは長谷川咲恵。得意技はロコモーションダブルアームスープレックス。